# Ossuaire commémoratif à Priboj
Pour les articles homonymes, voir Ossuaire (homonymie).
L'ossuaire commémoratif à Priboj (en serbe cyrillique : Спомен костурница у Прибоју ; en serbe latin : Spomen kosturnica u Priboju) se trouve à Priboj, dans le district de Zlatibor, en Serbie. Il est inscrit sur la liste des monuments culturels protégés de la République de Serbie (identifiant no SK 2104).

## Présentation
L'ossuaire commémoratif à Priboj remonte au XXe siècle.